# Revigny-sur-Ornain
Revigny-sur-Ornain is een gemeente in het Franse departement Meuse (regio Grand Est). De gemeente telde 2.600 inwoners op 1 januari 2022. De plaats maakt deel uit van het arrondissement Bar-le-Duc.

## Geschiedenis

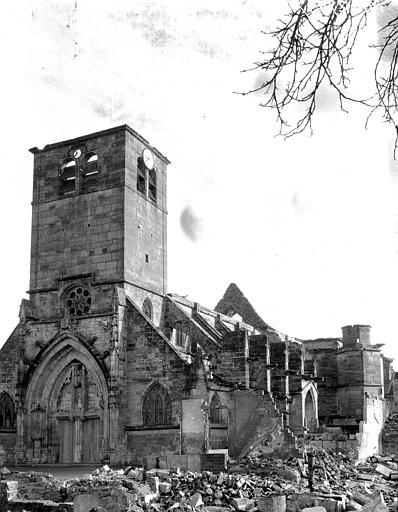
Schade aan de kerk (1914)

De plaats gaat minstens terug tot de 12e eeuw. Revigny had een versterkt kasteel, een kerk en watermolens op kanalen van de Ornain. De plaats had te lijden onder de Dertigjarige Oorlog. Het kasteel werd grotendeels ontmanteld op bevel van koning Lodewijk XIII in 1636. Drie jaar later staken Zweedse soldaten de kerk in brand.
Tijdens de Eerste Wereldoorlog lag de gemeente op de frontlijn in september 1914. Daarna verplaatste het front zich en Revigny-sur-Ornain kwam achter het front te liggen. Er werd een groot militair ziekenhuis ingericht waar gewonden van de slagen in de Champagne en bij Verdun per trein werden aangevoerd, soms tot 700 soldaten per dag. De Franse soldaten die er overleden werden ter plaatse begraven.

## Geografie
De oppervlakte van Revigny-sur-Ornain bedroeg op 1 januari 2022 19,32 vierkante kilometer; de bevolkingsdichtheid was toen 134,6 inwoners per km².
De Ornain stroomt door het dorp. Het Marne-Rijnkanaal loopt ten zuiden van het dorpscentrum.
De spoorlijn Parijs-Straatsburg loopt door de gemeente.
De onderstaande kaart toont de ligging van Revigny-sur-Ornain met de belangrijkste infrastructuur en aangrenzende gemeenten.

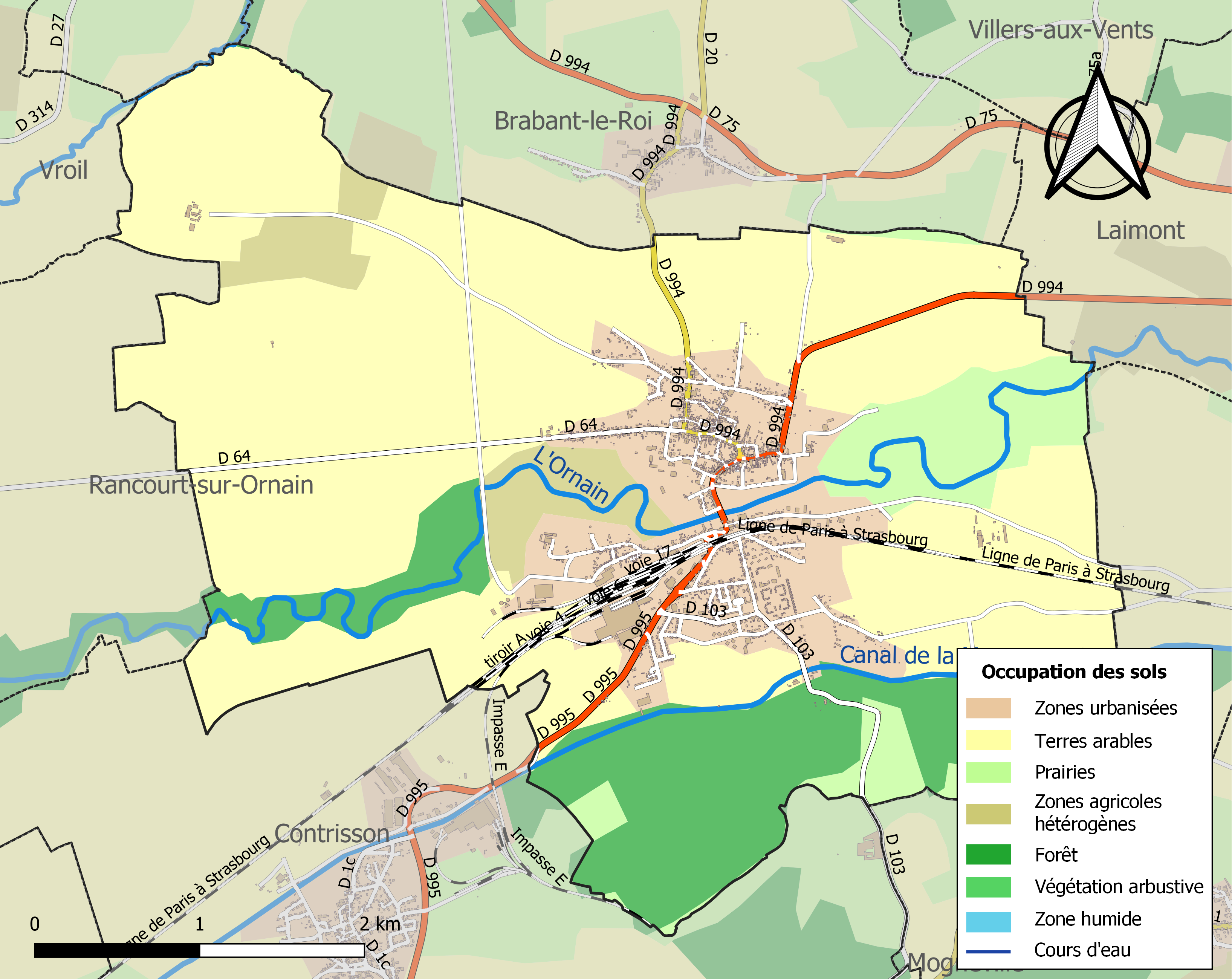

## Demografie
Onderstaande figuur toont het verloop van het inwonertal (bron: INSEE-tellingen).

## Bezienswaardigheden

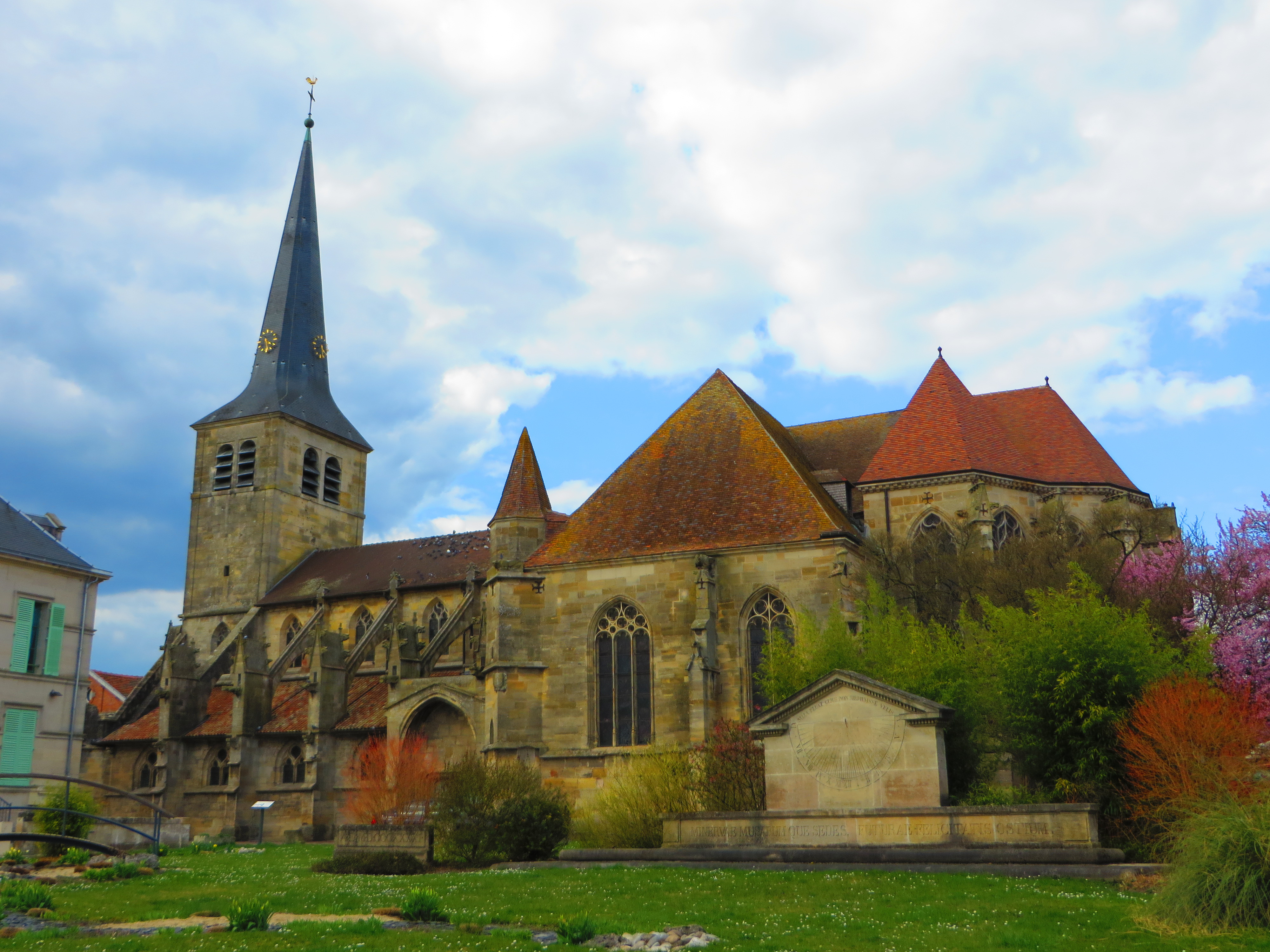
Kerk Saint-Pierre-et-Saint-Paul

De kerk Saint-Pierre-et-Saint-Paul werd gebouwd in de 15e en de 16e eeuw en is beschermd als historisch monument. Ze werd zwaar beschadigd in de Eerste Wereldoorlog, hersteld, en opnieuw beschadigd door Duitse bommen tijdens de Tweede Wereldoorlog. De gemeente liep grote schade op in september 1914. Daarbij werd ook het gemeentehuis vernield. Op 24 september 1916 werd de militaire begraafplaats van Revigny-sur-Ornain ingehuldigd. Hier liggen 1313 Franse militairen begraven. Andere monumenten in verband met de Eerste Wereldoorlog zijn het Monument aux morts (Dodenmonument, 1922) en het standbeeld van André Maginot (1935).

## Geboren in Revigny-sur-Ornain
- Pierre Gaxotte (1895-1982), historicus en journalist